# Збірна США з футболу
Збірна США з футболу (англ. United States men's national soccer team, скорочено USMNT) — національна футбольна команда Сполучених Штатів Америки, якою керує Федерація футболу США.
Станом на 3 квітня 2025 посідає 16-e місце у рейтингу футбольних збірних світу.

## Чемпіонат світу з футболу
| Чемпіонат світу | Чемпіонат світу              | Чемпіонат світу              | Чемпіонат світу              | Чемпіонат світу              | Чемпіонат світу              | Чемпіонат світу              | Чемпіонат світу              | Чемпіонат світу              |                                | Кваліфікація                   | Кваліфікація                   | Кваліфікація                   | Кваліфікація                   | Кваліфікація                   | Кваліфікація                 |
| Рік             | Раунд                        | Місце                        | І                            | В                            | Н                            | П                            | М+                           | М-                           | І                              | В                              | Н                              | П                              | М+                             | М-                             |                              |
| --------------- | ---------------------------- | ---------------------------- | ---------------------------- | ---------------------------- | ---------------------------- | ---------------------------- | ---------------------------- | ---------------------------- | ------------------------------ | ------------------------------ | ------------------------------ | ------------------------------ | ------------------------------ | ------------------------------ | ---------------------------- |
| 1930            | Півфінал                     | 3                            | 3                            | 2                            | 0                            | 1                            | 7                            | 6                            | Кваліфікувалися за запрошенням | Кваліфікувалися за запрошенням | Кваліфікувалися за запрошенням | Кваліфікувалися за запрошенням | Кваліфікувалися за запрошенням | Кваліфікувалися за запрошенням |                              |
| 1934            | 1/8 фіналу                   | 16-те                        | 1                            | 0                            | 0                            | 1                            | 1                            | 7                            | 1                              | 1                              | 0                              | 0                              | 4                              | 2                              |                              |
| 1938            | Не брали участь              | Не брали участь              | Не брали участь              | Не брали участь              | Не брали участь              | Не брали участь              | Не брали участь              | Не брали участь              | Не брали участь                | Не брали участь                | Не брали участь                | Не брали участь                | Не брали участь                | Не брали участь                | Не брали участь              |
| 1950            | Груповий етап                | 10-те                        | 3                            | 1                            | 0                            | 2                            | 4                            | 8                            | 4                              | 1                              | 1                              | 2                              | 8                              | 15                             |                              |
| 1954            | Не пройшли кваліфікацію      | Не пройшли кваліфікацію      | Не пройшли кваліфікацію      | Не пройшли кваліфікацію      | Не пройшли кваліфікацію      | Не пройшли кваліфікацію      | Не пройшли кваліфікацію      | Не пройшли кваліфікацію      | Не пройшли кваліфікацію        | 4                              | 2                              | 0                              | 2                              | 7                              | 9                            |
| 1958            | Не пройшли кваліфікацію      | Не пройшли кваліфікацію      | Не пройшли кваліфікацію      | Не пройшли кваліфікацію      | Не пройшли кваліфікацію      | Не пройшли кваліфікацію      | Не пройшли кваліфікацію      | Не пройшли кваліфікацію      | Не пройшли кваліфікацію        | 4                              | 0                              | 0                              | 4                              | 5                              | 21                           |
| 1962            | Не пройшли кваліфікацію      | Не пройшли кваліфікацію      | Не пройшли кваліфікацію      | Не пройшли кваліфікацію      | Не пройшли кваліфікацію      | Не пройшли кваліфікацію      | Не пройшли кваліфікацію      | Не пройшли кваліфікацію      | Не пройшли кваліфікацію        | 2                              | 0                              | 1                              | 1                              | 3                              | 6                            |
| 1966            | Не пройшли кваліфікацію      | Не пройшли кваліфікацію      | Не пройшли кваліфікацію      | Не пройшли кваліфікацію      | Не пройшли кваліфікацію      | Не пройшли кваліфікацію      | Не пройшли кваліфікацію      | Не пройшли кваліфікацію      | Не пройшли кваліфікацію        | 4                              | 1                              | 2                              | 1                              | 4                              | 5                            |
| 1970            | Не пройшли кваліфікацію      | Не пройшли кваліфікацію      | Не пройшли кваліфікацію      | Не пройшли кваліфікацію      | Не пройшли кваліфікацію      | Не пройшли кваліфікацію      | Не пройшли кваліфікацію      | Не пройшли кваліфікацію      | Не пройшли кваліфікацію        | 6                              | 3                              | 0                              | 3                              | 11                             | 9                            |
| 1974            | Не пройшли кваліфікацію      | Не пройшли кваліфікацію      | Не пройшли кваліфікацію      | Не пройшли кваліфікацію      | Не пройшли кваліфікацію      | Не пройшли кваліфікацію      | Не пройшли кваліфікацію      | Не пройшли кваліфікацію      | Не пройшли кваліфікацію        | 4                              | 0                              | 1                              | 3                              | 6                              | 10                           |
| 1978            | Не пройшли кваліфікацію      | Не пройшли кваліфікацію      | Не пройшли кваліфікацію      | Не пройшли кваліфікацію      | Не пройшли кваліфікацію      | Не пройшли кваліфікацію      | Не пройшли кваліфікацію      | Не пройшли кваліфікацію      | Не пройшли кваліфікацію        | 5                              | 1                              | 2                              | 2                              | 3                              | 7                            |
| 1982            | Не пройшли кваліфікацію      | Не пройшли кваліфікацію      | Не пройшли кваліфікацію      | Не пройшли кваліфікацію      | Не пройшли кваліфікацію      | Не пройшли кваліфікацію      | Не пройшли кваліфікацію      | Не пройшли кваліфікацію      | Не пройшли кваліфікацію        | 4                              | 1                              | 1                              | 2                              | 4                              | 8                            |
| 1986            | Не пройшли кваліфікацію      | Не пройшли кваліфікацію      | Не пройшли кваліфікацію      | Не пройшли кваліфікацію      | Не пройшли кваліфікацію      | Не пройшли кваліфікацію      | Не пройшли кваліфікацію      | Не пройшли кваліфікацію      | Не пройшли кваліфікацію        | 6                              | 3                              | 2                              | 1                              | 8                              | 3                            |
| 1990            | Груповий етап                | 23-тє                        | 3                            | 0                            | 0                            | 3                            | 2                            | 8                            | 10                             | 5                              | 4                              | 1                              | 11                             | 4                              |                              |
| 1994            | 1/8 фіналу                   | 14-те                        | 4                            | 1                            | 1                            | 2                            | 3                            | 4                            | Кваліфікувалися як господарі   | Кваліфікувалися як господарі   | Кваліфікувалися як господарі   | Кваліфікувалися як господарі   | Кваліфікувалися як господарі   | Кваліфікувалися як господарі   |                              |
| 1998            | Груповий етап                | 32-ге                        | 3                            | 0                            | 0                            | 3                            | 1                            | 5                            | 16                             | 8                              | 6                              | 2                              | 27                             | 14                             |                              |
| 2002            | Чвертьфінал                  | 8-ме                         | 5                            | 2                            | 1                            | 2                            | 7                            | 7                            | 16                             | 8                              | 4                              | 4                              | 25                             | 11                             |                              |
| 2006            | Груповий етап                | 25-те                        | 3                            | 0                            | 1                            | 2                            | 2                            | 6                            | 18                             | 12                             | 4                              | 2                              | 35                             | 11                             |                              |
| 2010            | 1/8 фіналу                   | 12-те                        | 4                            | 1                            | 2                            | 1                            | 5                            | 5                            | 18                             | 13                             | 2                              | 3                              | 42                             | 16                             |                              |
| 2014            | 1/8 фіналу                   | 15-те                        | 4                            | 1                            | 1                            | 2                            | 5                            | 6                            | 16                             | 11                             | 2                              | 3                              | 26                             | 14                             |                              |
| 2018            | Не пройшли кваліфікацію      | Не пройшли кваліфікацію      | Не пройшли кваліфікацію      | Не пройшли кваліфікацію      | Не пройшли кваліфікацію      | Не пройшли кваліфікацію      | Не пройшли кваліфікацію      | Не пройшли кваліфікацію      | Не пройшли кваліфікацію        | 16                             | 7                              | 4                              | 5                              | 37                             | 16                           |
| 2022            | 1/8 фіналу                   | 14-те                        | 4                            | 1                            | 2                            | 1                            | 3                            | 4                            | 14                             | 7                              | 4                              | 3                              | 21                             | 10                             |                              |
| 2026            | Кваліфікувалися як господарі | Кваліфікувалися як господарі | Кваліфікувалися як господарі | Кваліфікувалися як господарі | Кваліфікувалися як господарі | Кваліфікувалися як господарі | Кваліфікувалися як господарі | Кваліфікувалися як господарі | Кваліфікувалися як господарі   | Кваліфікувалися як господарі   | Кваліфікувалися як господарі   | Кваліфікувалися як господарі   | Кваліфікувалися як господарі   | Кваліфікувалися як господарі   | Кваліфікувалися як господарі |
| Загалом         | Півфінал                     | 11/22                        | 37                           | 9                            | 8                            | 20                           | 40                           | 66                           | 168                            | 84                             | 40                             | 44                             | 287                            | 191                            |                              |

## Гравці збірної

### Поточний склад
Наступні 26 гравці були оголошені у списку збірної для участі у ЧС-2022.
Матчі та голи станом на 27 вересня 2022 року, після матчу проти Саудівської Аравії.
| №  | Поз. | Гравець               | Дата народження (вік)       | Ігри | Голи | Клуб                   |
| -- | ---- | --------------------- | --------------------------- | ---- | ---- | ---------------------- |
| 1  |      | Метт Тернер           | 24 червня 1994 (31 рік)     | 20   | 0    | Арсенал                |
| 12 |      | Ітан Горват           | 9 червня 1995 (30 років)    | 8    | 0    | Лутон Таун             |
| 25 |      | Шон Джонсон           | 31 травня 1989 (36 років)   | 10   | 0    | Нью-Йорк Сіті          |
|    |      |                       |                             |      |      |                        |
| 2  |      | Сержиньйо Дест        | 3 листопада 2000 (24 роки)  | 19   | 2    | Мілан                  |
| 3  |      | Вокер Циммерман ()    | 19 травня 1993 (32 роки)    | 33   | 3    | Нашвілл                |
| 5  |      | Ентоні Робінсон       | 8 серпня 1997 (27 років)    | 29   | 2    | Фулгем                 |
| 13 |      | Тім Рім               | 5 жовтня 1987 (37 років)    | 46   | 1    | Фулгем                 |
| 15 |      | Аарон Лонг            | 12 жовтня 1992 (32 роки)    | 29   | 3    | Нью-Йорк Ред Буллз     |
| 18 |      | Шак Мур               | 2 листопада 1996 (28 років) | 15   | 1    | Нашвілл                |
| 20 |      | Камерон Картер-Вікерс | 31 грудня 1997 (27 років)   | 11   | 0    | Селтік                 |
| 22 |      | ДеАндре Єдлін         | 9 липня 1993 (31 рік)       | 75   | 0    | Інтер Маямі            |
| 26 |      | Джо Скаллі            | 31 грудня 2002 (22 роки)    | 3    | 0    | Боруссія Менхенгладбах |
|    |      |                       |                             |      |      |                        |
| 4  |      | Тайлер Адамс          | 14 лютого 1999 (26 років)   | 32   | 1    | Лідс Юнайтед           |
| 6  |      | Юнус Муса             | 29 листопада 2002 (22 роки) | 19   | 0    | Валенсія               |
| 8  |      | Вестон Маккенні       | 28 серпня 1998 (26 років)   | 37   | 9    | Ювентус                |
| 11 |      | Бренден Ааронсон      | 22 жовтня 2000 (24 роки)    | 24   | 6    | Лідс Юнайтед           |
| 14 |      | Лука де ла Торре      | 23 травня 1998 (27 років)   | 12   | 0    | Сельта Віго            |
| 17 |      | Крістіан Ролдан       | 3 червня 1995 (30 років)    | 32   | 0    | Сіетл Саундерз         |
| 23 |      | Келлін Акоста         | 24 липня 1995 (29 років)    | 53   | 2    | Лос-Анджелес           |
|    |      |                       |                             |      |      |                        |
| 7  |      | Джованні Рейна        | 13 листопада 2002 (22 роки) | 14   | 4    | Боруссія Дортмунд      |
| 9  |      | Хесус Феррейра        | 24 грудня 2000 (24 роки)    | 15   | 7    | Даллас                 |
| 10 |      | Крістіан Пулишич      | 18 вересня 1998 (26 років)  | 52   | 21   | Челсі                  |
| 16 |      | Джордан Морріс        | 26 жовтня 1994 (30 років)   | 49   | 11   | Сіетл Саундерз         |
| 19 |      | Хаджі Райт            | 27 березня 1998 (27 років)  | 3    | 1    | Антальяспор            |
| 21 |      | Тімоті Веа            | 22 лютого 2000 (25 років)   | 25   | 3    | Лілль                  |
| 24 |      | Джош Сарджент         | 20 лютого 2000 (25 років)   | 20   | 5    | Норвіч Сіті            |

### Відомі футболісти
- Володимир Чижович (1964–1965)
- Алексі Лалас (1991—1998)
- Джован Кіровскі (1994—2004)
- Лендон Донован (2011—2014)
- Тім Говард (2002—2017)
- Клінт Демпсі (2011—2017)

## Історія зустрічей зі збірною України
| Дата           | Місце гри       | Статус      | Господар | Рахунок | Гість   |
| -------------- | --------------- | ----------- | -------- | ------- | ------- |
| 27 червня 1992 | Піскатевей, США | товариський | США      | 0:0     | Україна |
| 16 жовтня 1993 | Гай-Пойнт, США  | товариський | США      | 1:2     | Україна |
| 23 жовтня 1993 | Бетлегем, США   | товариський | США      | 0:1     | Україна |
| 5 березня 2014 | Ларнака, Кіпр   | товариський | Україна  | 2:0     | США     |